# Turgy
Turgy település Franciaországban, Aube megyében. Lakosainak száma 44 fő (2022. január 1.). Turgy Cussangy, Les Granges, Vallières és Vanlay községekkel határos.

## Népesség
A település népessége az elmúlt években az alábbi módon változott:
| Lakosok száma | 61   | 46   | 32   | 39   | 45   | 45   | 45   | 44   | 43   | 44   |
|               | 1968 | 1982 | 1990 | 2006 | 2013 | 2015 | 2017 | 2019 | 2020 | 2022 |